# Wurduj (Distrikt)

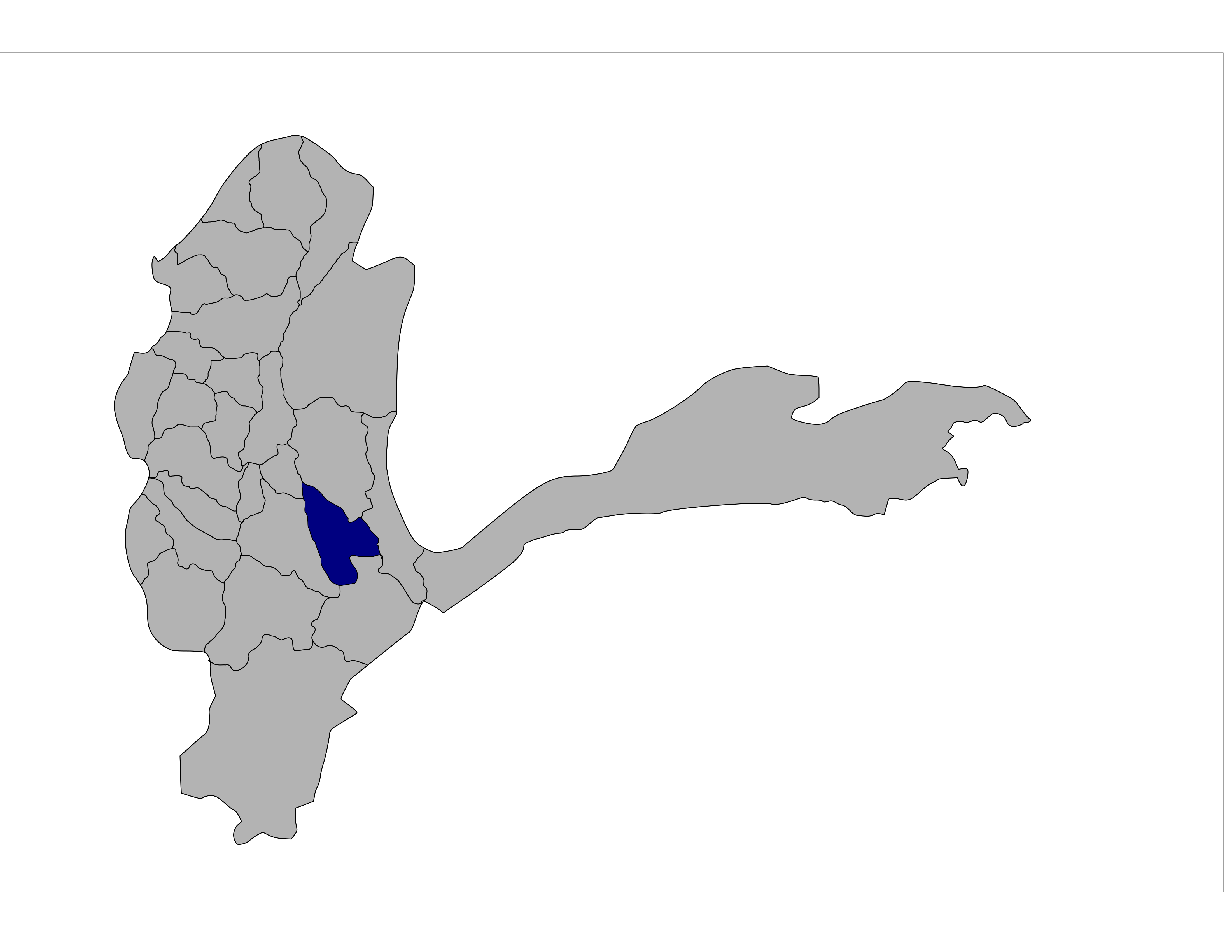
Die Lange von Wurduj in Badachschan

Wurdudsch oder Warduj (persisch: ولسوالی وردوج) ist ein Distrikt in der afghanischen Provinz Badachschan. Es wurde 2005 aus einem Teil des Distrikts Baharak gegründet wurde nach dem Fluss Wardudsch benannt. Der Distrikt hat etwa 25.580 Einwohner (Schätzung 2022). Die Gesamtfläche des Bezirks beträgt 929 Quadratkilometer. Er beinhaltet 45 Dörfer. Ein Großteil der Bewohner sind persischsprachige Tadschiken, daneben gibt es einen kleinen Anteil an Usbeken und Pamir-Völkern, die Warduji, Sanglechi oder Shughni sprechen.

## Konflikt
Der Bezirksleiter ist Dawlat Mohammad, wobei De Facto die Taliban den Distrikt seit 2018 fast vollständig unter Kontrolle der Taliban. Daneben befindet sich auch ein Stützpunkt der panturanisch-islamistischen Turkestan-Partei. Der Distrikt ist ein Schauplatz im Afghanistankrieg. Es kam immer wieder zu Unruhen.